# Ryan Sessegnon
Kouassi Ryan Sessegnon (Londra, 18 maggio 2000) è un calciatore inglese di origini beninesi, difensore o centrocampista del Fulham.

## Biografia
Ha un fratello gemello di nome Steven, di proprietà del Wigan; inoltre è il cugino del calciatore Stéphane Sessègnon.

## Caratteristiche tecniche
È un terzino sinistro, dotato di un'ottima velocità e resistenza fisica con buona tecnica di base; inoltre grazie alla sua duttilità, può agire sulla fascia sinistra come esterno di centrocampo o come ala sinistra in zona offensiva. Molto abile negli inserimenti senza palla, grazie a ciò possiede anche un'efficace capacità realizzativa.

## Carriera

### Club

#### Fulham
Ha debuttato in prima squadra il 16 agosto 2016, all'età di 16 anni e tre mesi, nella partita contro il Leeds. Pochi giorni dopo segna la sua prima rete con la maglia dei cottagers, nella partita contro il Cardiff City. La sua prima doppietta in carriera viene siglata l'11 marzo 2017, nella partita disputata contro il Newcastle, vinta 3-1. Nella stagione successiva il 21 novembre 2017 nella 50ª gara da professionista, realizza una tripletta decisiva contro lo Sheffield United nella vittoria in trasferta dei cottagers per 4-5.
Conquistata la promozione in Premier League ai play-off della Championship 2017-2018, Sessegnon fa il suo esordio in massima serie inglese il 12 agosto 2018, nel match perso a favore del Crystal Palace.

#### Tottenham e prestito all'Hoffenheim
L'8 agosto 2019 passa ufficialmente a titolo definitivo al Tottenham, con cui firma un contratto valido fino al 30 giugno 2025.
Il 5 ottobre 2020, dopo avere trovato poco spazio nella società londinese, viene ceduto in prestito ai tedeschi dell'Hoffenheim.
Al termine della stagione 2023-2024, Sessegnon lascia il Tottenham in seguito al mancato rinnovo del suo contratto.

#### Ritorno al Fulham
Il 26 luglio 2024 viene ufficializzato il suo ritorno al Fulham.

### Nazionale
Ha giocato per le varie selezioni giovanili inglesi, nell'Under-16 e nell'Under-17. Mentre nell'ottobre 2016 ha debuttato nella nazionale Under-19 inglese dove ha disputato nel luglio 2017 l'Europeo di categoria in Georgia segnando tre reti durante il torneo e vincendo la finale contro i pari età del Portogallo.
Nel marzo 2018 viene convocato nella nazionale Under-21 inglese, dove ha fatto il suo esordio il 27 marzo come titolare nella partita contro i pari età dell'Ucraina.

## Statistiche

### Presenze e reti nei club
Statistiche aggiornate al 5 maggio 2024
| Stagione         | Squadra          | Campionato       | Campionato | Campionato | Coppe nazionali | Coppe nazionali | Coppe nazionali | Coppe continentali | Coppe continentali | Coppe continentali | Altre coppe | Altre coppe | Altre coppe | Totale | Totale |
| Stagione         | Squadra          | Comp             | Pres       | Reti       | Comp            | Pres            | Reti            | Comp               | Pres               | Reti               | Comp        | Pres        | Reti        | Pres   | Reti   |
| ---------------- | ---------------- | ---------------- | ---------- | ---------- | --------------- | --------------- | --------------- | ------------------ | ------------------ | ------------------ | ----------- | ----------- | ----------- | ------ | ------ |
| 2016-2017        | Fulham           | FLC              | 25+1       | 5+0        | FACup+CdL       | 3+1             | 2+0             | -                  | -                  | -                  | -           | -           | -           | 30     | 7      |
| 2017-2018        | Fulham           | FLC              | 46+3       | 15+1       | FACup+CdL       | 1+2             | 0               | -                  | -                  | -                  | -           | -           | -           | 52     | 16     |
| 2018-2019        | Fulham           | PL               | 22         | 2          | FACup+CdL       | 1+2             | 0               | -                  | -                  | -                  | -           | -           | -           | 25     | 2      |
| 2019-2020        | Tottenham        | PL               | 6          | 0          | FACup+CdL       | 3+0             | 0               | UCL                | 3                  | 1                  | -           | -           | -           | 12     | 1      |
| 2020-2021        | Hoffenheim       | BL               | 23         | 2          | CG              | 1               | 0               | UEL                | 5                  | 0                  | -           | -           | -           | 29     | 2      |
| 2021-2022        | Tottenham        | PL               | 15         | 0          | FACup+CdL       | 2+1             | 0+0             | UECL               | 1                  | 0                  | -           | -           | -           | 19     | 0      |
| 2022-2023        | Tottenham        | PL               | 17         | 2          | FACup+CdL       | 2+1             | 0+0             | UCL                | 3                  | 0                  | -           | -           | -           | 23     | 2      |
| 2023-2024        | Tottenham        | PL               | 0          | 0          | FACup+CdL       | 1+0             | 0+0             | -                  | -                  | -                  | -           | -           | -           | 1      | 0      |
| Totale Tottenham | Totale Tottenham | Totale Tottenham | 38         | 2          |                 | 10              | 0               |                    | 7                  | 1                  |             | -           | -           | 55     | 3      |
| 2024-2025        | Fulham           | PL               | 0          | 0          | FACup+CdL       | 0               | 0               | -                  | -                  | -                  | -           | -           | -           | 0      | 0      |
| Totale Fulham    | Totale Fulham    | Totale Fulham    | 93+4       | 22+1       |                 | 10              | 2               |                    | -                  | -                  |             | -           | -           | 107    | 25     |
| Totale carriera  | Totale carriera  | Totale carriera  | 158        | 27         |                 | 21              | 2               |                    | 12                 | 1                  |             | -           | -           | 191    | 30     |

### Cronologia presenze e reti in nazionale
| Cronologia completa delle presenze e delle reti in nazionale ― Inghilterra under 21 | Cronologia completa delle presenze e delle reti in nazionale ― Inghilterra under 21 | Cronologia completa delle presenze e delle reti in nazionale ― Inghilterra under 21 | Cronologia completa delle presenze e delle reti in nazionale ― Inghilterra under 21 | Cronologia completa delle presenze e delle reti in nazionale ― Inghilterra under 21 | Cronologia completa delle presenze e delle reti in nazionale ― Inghilterra under 21 | Cronologia completa delle presenze e delle reti in nazionale ― Inghilterra under 21 | Cronologia completa delle presenze e delle reti in nazionale ― Inghilterra under 21 |
| Data                                                                                | Città                                                                               | In casa                                                                             | Risultato                                                                           | Ospiti                                                                              | Competizione                                                                        | Reti                                                                                | Note                                                                                |
| ----------------------------------------------------------------------------------- | ----------------------------------------------------------------------------------- | ----------------------------------------------------------------------------------- | ----------------------------------------------------------------------------------- | ----------------------------------------------------------------------------------- | ----------------------------------------------------------------------------------- | ----------------------------------------------------------------------------------- | ----------------------------------------------------------------------------------- |
| 27-3-2018                                                                           | Sheffield                                                                           | Inghilterra under 21                                                                | 2 – 1                                                                               | Ucraina under 21                                                                    | Qual. Europeo Under-21 2019                                                         | -                                                                                   |                                                                                     |
| 6-9-2018                                                                            | Norwich                                                                             | Inghilterra under 21                                                                | 0 – 0                                                                               | Paesi Bassi under 21                                                                | Qual. Europeo Under-21 2019                                                         | -                                                                                   |                                                                                     |
| 11-9-2018                                                                           | Jelgava                                                                             | Lettonia under 21                                                                   | 1 – 2                                                                               | Inghilterra under 21                                                                | Qual. Europeo Under-21 2019                                                         | -                                                                                   |                                                                                     |
| 11-10-2018                                                                          | Chesterfield                                                                        | Inghilterra under 21                                                                | 7 – 0                                                                               | Andorra under 21                                                                    | Qual. Europeo Under-21 2019                                                         | -                                                                                   |                                                                                     |
| 16-10-2018                                                                          | Edimburgo                                                                           | Scozia under 21                                                                     | 0 – 2                                                                               | Inghilterra under 21                                                                | Qual. Europeo Under-21 2019                                                         | -                                                                                   |                                                                                     |
| 15-11-2018                                                                          | Ferrara                                                                             | Italia under 21                                                                     | 1 – 2                                                                               | Inghilterra under 21                                                                | Amichevole                                                                          | -                                                                                   |                                                                                     |
| 20-11-2018                                                                          | Esbjerg                                                                             | Danimarca under 21                                                                  | 1 – 5                                                                               | Inghilterra under 21                                                                | Amichevole                                                                          | -                                                                                   |                                                                                     |
| 26-3-2019                                                                           | Bournemouth                                                                         | Inghilterra under 21                                                                | 1 – 2                                                                               | Germania under 21                                                                   | Amichevole                                                                          | -                                                                                   |                                                                                     |
| 18-6-2019                                                                           | Cesena                                                                              | Inghilterra under 21                                                                | 1 – 2                                                                               | Francia under 21                                                                    | Europeo Under-21 2019 - 1º turno                                                    | -                                                                                   |                                                                                     |
| 21-6-2019                                                                           | Cesena                                                                              | Inghilterra under 21                                                                | 2 – 4                                                                               | Romania under 21                                                                    | Europeo Under-21 2019 - 1º turno                                                    | -                                                                                   |                                                                                     |
| 15-11-2019                                                                          | Scutari                                                                             | Albania under 21                                                                    | 0 – 3                                                                               | Inghilterra under 21                                                                | Qual. Europeo Under-21 2021                                                         | -                                                                                   | 72’                                                                                 |
| 19-11-2019                                                                          | Doetinchem                                                                          | Paesi Bassi under 21                                                                | 2 – 1                                                                               | Inghilterra under 21                                                                | Amichevole                                                                          | -                                                                                   | 75’                                                                                 |
| 4-9-2020                                                                            | Pristina                                                                            | Kosovo under 21                                                                     | 0 – 6                                                                               | Inghilterra under 21                                                                | Qual. Europeo Under-21 2021                                                         | 1                                                                                   | 63’                                                                                 |
| 8-9-2020                                                                            | Ried im Innkreis                                                                    | Austria under 21                                                                    | 1 – 2                                                                               | Inghilterra under 21                                                                | Qual. Europeo Under-21 2021                                                         | -                                                                                   | 67’                                                                                 |
| 7-10-2020                                                                           | Andorra la Vella                                                                    | Andorra under 21                                                                    | 3 – 3                                                                               | Inghilterra under 21                                                                | Qual. Europeo Under-21 2021                                                         | -                                                                                   | 72’                                                                                 |
| 13-10-2020                                                                          | Wolverhampton                                                                       | Inghilterra under 21                                                                | 2 – 1                                                                               | Turchia under 21                                                                    | Qual. Europeo Under-21 2021                                                         | -                                                                                   |                                                                                     |
| 25-3-2021                                                                           | Capodistria                                                                         | Inghilterra under 21                                                                | 0 – 1                                                                               | Svizzera under 21                                                                   | Europeo Under-21 2021 - 1º turno                                                    | -                                                                                   | 76’                                                                                 |
| 28-3-2021                                                                           | Lubiana                                                                             | Portogallo under 21                                                                 | 2 – 0                                                                               | Inghilterra under 21                                                                | Europeo Under-21 2021 - 1º turno                                                    | -                                                                                   | 55’                                                                                 |
| Totale                                                                              |                                                                                     | Presenze                                                                            | 18                                                                                  |                                                                                     | Reti                                                                                | 1                                                                                   |                                                                                     |

## Palmarès

### Nazionale

#### Competizioni giovanili
- Campionato d'Europa Under-19: 1

Georgia 2017

### Individuale
- Selezione UEFA dell'Europeo Under-19: 1

2017
- EFL Awards: 1

2018